# Henry Edward Krehbiel
Henry Edward Krehbiel (Ann Harbor, 10 marzo 1854 – New York, 20 marzo 1923) è stato uno scrittore, critico musicale e musicologo statunitense.

## Biografia
Ricevette un'educazione generale da suo padre, un ecclesiastico tedesco della Chiesa metodista episcopale, e iniziò nel 1872 lo studio del diritto a Cincinnati, nell'Ohio.
Ha collaborato come critico musicale con il giornale Cincinnati Gazette dal 1874 al 1880, oltre a dirigere la Musical Revue di New York e ad assumere il ruolo di critico musicale al New York Tribune, incarico che mantenne fino alla morte.
Divenne un influente critico musicale, scrivendo molti articoli per il Tribune, per il periodico illustrato Scribner's Monthly e altre riviste.
Ha scritto numerosi libri su vari aspetti della musica, tra cui uno dei primi testi riguardanti la musica afroamericana.
Krehbiel tradusse alcuni libretti d'opera, tra cui quelli di Mozart. 
Krehbiel era un forte sostenitore della musica di Richard Wagner, di Johannes Brahms, di Antonín Dvořák, e di Pëtr Il'ič Čajkovskij, quando non erano ancora ben conosciuti in America.
Collaborò anche alla seconda edizione del Dizionario di musica del Grove, curandone la parte americana, e completò l'edizione inglese della biografia di Beethoven (1921).
Tra le sue pubblicazioni principali, annoveriamo: Notes on the Cultivation of Choral Music, and the Oratorio of N.Y. (1884), Review of the N.Y. Music Season (1885), How to Listen to Music (1897), Music and Manners in the XVIII Century (1898), The Pianoforte and its Music (1911).

## Opere
- The Technics of Violin Playing, (1880);
- Notes on the cultivation of choral music and the Oratorio Society of New York, (1884);
- Studies in the Wagnerian drama, (1891);
- How to listen to music; hints and suggestions to untaught lovers of the art, (1897);
- Music and manners from Pergolese to Beethoven, (1898);
- Chapters of opera, (1908);
- A Book of operas, (1909);
- Pianoforte and its music, (1911):
- Afro-American folksongs : a study in racial and national music, (1914);
- A second book of operas, (1917);
- More chapters of opera, (1919);
- The life of Ludwig van Beethoven, con Alexander Wheelock Thayer, (1921);